# بوب ريتشاردسون
بوب ريتشاردسون (بالإنجليزية: Bob Richardson)‏ هو لاعب كرة القدم الكندية أمريكي، ولد في 3 ديسمبر 1948.